# An Interview with H.R.H. the Princess of Wales
«An Interview with H.R.H. the Princess of Wales» (en español: «Una entrevista con S.A.R. la princesa de Gales») es un episodio de la serie documental Panorama emitido en el canal BBC One el 20 de noviembre de 1995. El programa, de 54 minutos de duración, muestra a la princesa Diana con el periodista Martin Bashir durante una entrevista acerca de la relación con su todavía esposo el príncipe Carlos así como de los motivos de su divorcio, el cual se produciría al año siguiente. El programa fue visto por cerca de 23 millones de espectadores en el Reino Unido, lo que representaba en aquel entonces un 39,3% de la población total, llegando la BBC en su momento a calificar la entrevista como el acontecimiento de toda una generación.
En 2020, Tim Davie, director general de la cadena, pidió disculpas a Charles Spencer, hermano de Diana, por la entrevista debido a las acusaciones de que Bashir había hecho uso de extractos bancarios ficticios para ganarse tanto su confianza como la de la princesa y asegurar así la realización del documental. El antiguo juez de la Corte Suprema John Dyson llevó a cabo una investigación independiente al respecto, siendo Bashir hallado culpable de engañar y violar la conducta editorial de la BBC para obtener la entrevista.

## Contexto

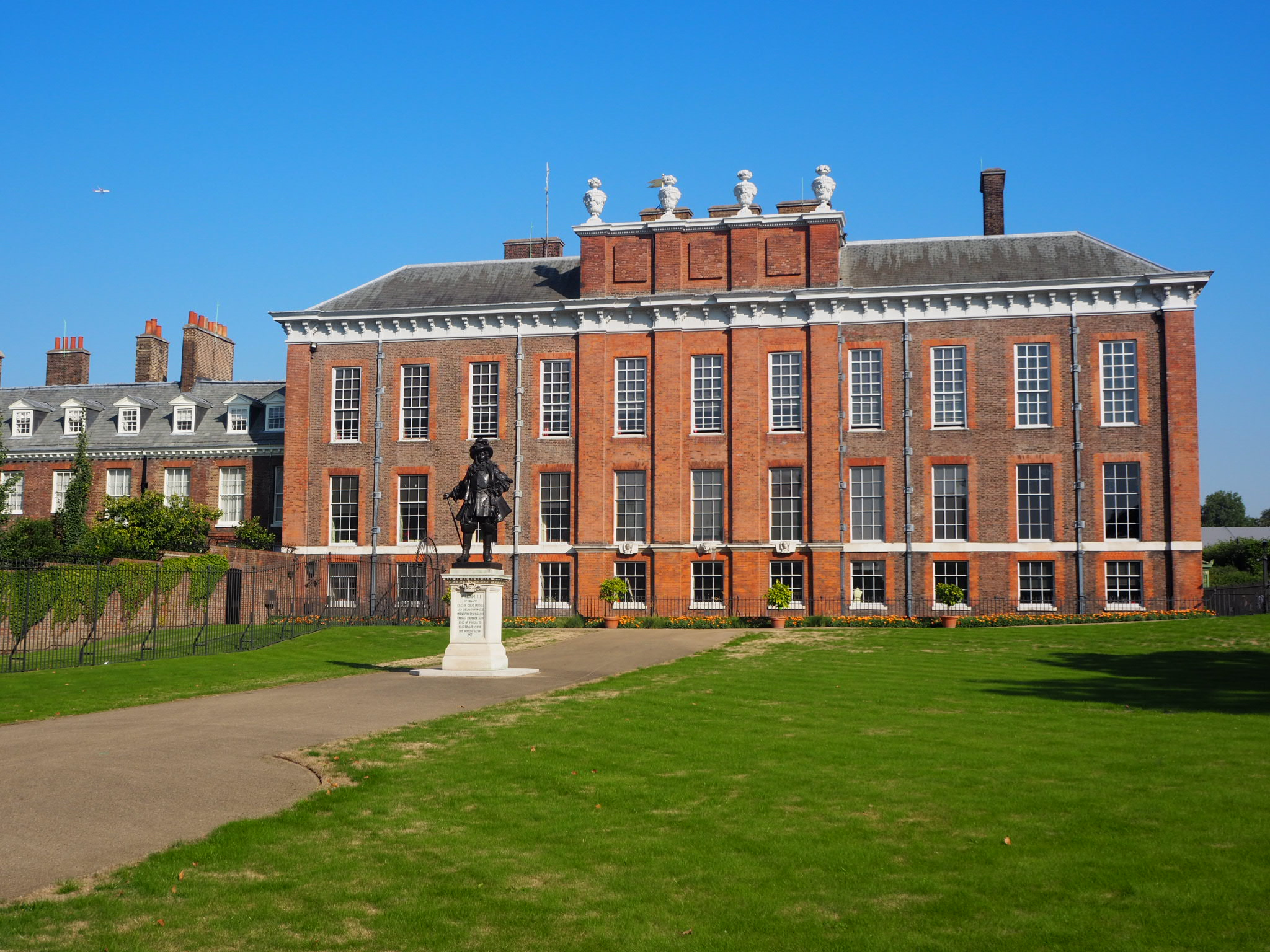
Palacio de Kensington.

La entrevista fue realizada el 5 de noviembre de 1995 en la sala de estar de Diana en el Palacio de Kensington, que más tarde se convertiría en la sala de juegos de los príncipes Guillermo y Enrique. La fecha fue especialmente escogida aprovechando que el personal del palacio no estaría de servicio con motivo de la tradicional noche de las hogueras. Diana pidió además a Paul Burrell, su mayordomo, que se tomase el día libre (Burrell había recogido a Bashir en su coche y lo había introducido en el edificio cubierto con una manta en varias ocasiones en el mes de octubre, durante la preparación de la entrevista). Tanto la cámara como el resto del equipo de filmación habían sido llevados al palacio bajo el pretexto de instalar un nuevo sistema hi-fi, estando presentes durante la entrevista, además de Bashir y la princesa, el cámara Tony Poole y el productor de Panorama Mike Robinson. Con el fin de mantener el programa en secreto, la grabación fue sometida a una vigilancia constante, estando varios guardas de seguridad presentes durante la edición del material, la cual se efectuó en el Grand Hotel de Eastbourne en vez de en los estudios de la BBC. La semana siguiente a la filmación, Richard James Ayre, supervisor de política editorial de la BBC; Tim Gardam, director de programas de actualidad; y Steve Hewlett, editor de Panorama, vieron la entrevista en el hotel.
A la junta de directivos de la BBC se la mantuvo deliberadamente al margen por decisión de los ejecutivos del programa y del director general de la cadena John Birt. El presidente de la junta de directivos, Marmaduke Hussey, estaba casado con Susan Hussey, confidente de Isabel II además de mujer de la alcoba de la reina, por lo que se temía que la entrevista pudiese ser desacreditada antes de su emisión o no mostrada al público si Hussey llegaba a tener conocimiento de la misma  (Jim Moir, enlace oficial entre la familia real y la BBC, fue también mantenido al margen). El productor David Puttnam había aconsejado a Diana no realizar la entrevista, declarando posteriormente que nunca perdonaría a Birt por no haber advertido a la princesa acerca de las consecuencias y por no haber alertado a Hussey.
Isabel Bowes-Lyon adelantó la fecha de una operación de cadera para que esta tuviese lugar la semana en que la entrevista iba a ser emitida con la expectativa de que si moría durante la intervención, las declaraciones de Diana tendrían una menor cobertura mediática (irónicamente, algunos comentarios despectivos de la princesa hacia la reina madre fueron eliminados en la versión final del documental).

## Contenido

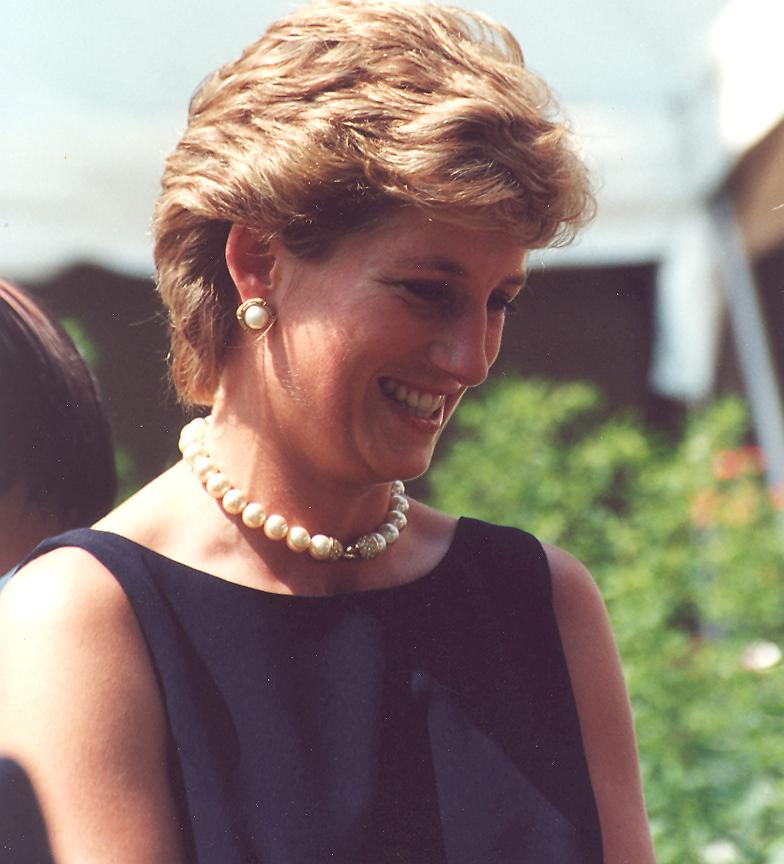
Diana de Gales en 1995.

Diana habló en la entrevista acerca de sus expectativas sobre el matrimonio y cómo «quería desesperadamente que funcionase» en referencia al divorcio de sus padres. La presencia constante de la prensa y el foco mediático sobre ella la hicieron verse como «un buen producto que se coloca en el estante... y la gente hace mucho dinero contigo». El efecto de un viaje a Australia y Nueva Zelanda en 1983 provocó que la princesa volviese del mismo «... como una persona diferente, me di cuenta del sentido del deber... y del exigente papel en el que ahora me encuentro». Diana se sentía incómoda por ser el centro de atención, descubriendo a su vez una gran empatía por aquellos que habían sido «rechazados por la sociedad».
La princesa declaró haber sentido alivio durante el embarazo de su hijo Guillermo, si bien terminaría sufriendo de depresión posparto, lo que llevó a que varias personas la catalogasen de inestable y mentalmente desequilibrada. Este hecho provocó que Diana empezase a autolesionarse además de padecer bulimia (la cual ya sufría desde antes de casarse), viéndose ambos trastornos intensificados tras reanudar Carlos su relación con Camilla Parker Bowles (en este punto, la princesa pronunció la famosa frase «éramos tres en este matrimonio»). Diana sentía que se había visto obligada a interpretar el papel de princesa de Gales y que su comportamiento había llevado a los amigos de su esposo a decir «que yo era otra vez inestable y enferma y que debería estar interna en una casa de algún tipo... yo era casi una vergüenza».
Diana afirmó no conocer al periodista Andrew Morton, aunque sí admitió que permitía a sus amistades hablar con él (la publicación de su libro Diana: Her True Story en 1992 fue lo que llevó a la pareja a acordar una separación legal). La princesa confirmó así mismo los detalles relativos a las publicaciones en The Sun de conversaciones telefónicas entre su amigo James Gilbey y ella, caso conocido como «Squidgygate», si bien rechazó las acusaciones de una relación sentimental entre ambos, negando también haber acosado al marchante de arte Oliver Hoare. Diana declaró sentirse en una posición única al ser la esposa separada del príncipe de Gales, afirmando lo siguiente: «Lucharé hasta el final, porque tengo un papel que cumplir y tengo dos hijos que criar». Confirmó su aventura extramatrimonial con James Hewitt y expresó haberse sentido herida por la colaboración de él en un libro sobre la relación entre ambos, manifestando también la dificultad que le provocaba tener que hacer frente a la constante presión de los medios, a los que calificó de «abusivos y... acosadores».
La princesa habló acerca de su deseo de convertirse en embajadora del Reino Unido. Respecto al futuro de la monarquía, declaró: «Creo que hay unas pocas cosas que podrían cambiar, eso aliviaría esta dudosa y a veces complicada relación entre monarquía y público. Creo que podrían ir de la mano, en vez de ser tan distantes». Mencionó así mismo haber mostrado a sus hijos proyectos para gente sin hogar y haberlos llevado a conocer personas enfermas de sida. Diana afirmó que su deseo no era divorciarse, aunque confesó que nunca pensó que llegaría a ser reina y que creía que no habría mucha gente que la quiese de esa forma; en su lugar, expresó su deseo de ser una «reina de los corazones de la gente, en los corazones de la gente».
Diana sentía que la casa real la veía como una «amenaza de algún tipo», pero que a su vez «toda mujer fuerte en la historia ha tenido que caminar por una ruta similar, y creo que es la fuerza la que causa la confusión y el miedo». Al ser preguntada si el príncipe de Gales sería rey alguna vez, la princesa declaró: «No creo que ninguno de nosotros conozca la respuesta a eso. Y obviamente es una pregunta que está en la cabeza de todos. Pero ¿quién sabe? ¿Quién sabe lo que el destino hará? ¿Quién sabe lo que las circunstancias provocarán? [...] Siempre hubo conflicto en ese tema con él cuando lo discutíamos, y yo entendía ese conflicto, porque es un papel muy exigente, ser el príncipe de Gales, pero es un papel igualmente más exigente ser rey».

## Hechos posteriores
John Birt escribió en sus memorias que «en efecto, la entrevista de Diana marcó el fin de la reverencia institucional de la BBC – aunque no su respeto – a la monarquía». Birt se había puesto en contacto con los barones Robert Fellowes y Robin Janvrin mientras negociaba el acceso de la BBC a la familia real, declarando que sentía «haber herido a tan buenas personas». Como consecuencia de la emisión de la entrevista, la cadena perdió la producción del mensaje de Navidad de la reina, si bien el Palacio de Buckingham negó que el documental fuese el motivo, alegando que la decisión «refleja la composición de las industrias de televisión y radio hoy día».
Según el periodista Simon Heffer, con la exposición de sus problemas matrimoniales Diana tenía la intención de «manipular despiadadamente a la opinión pública y causar cualquier daño que pudiese a su esposo y su familia». La escritora Sarah Bradford cree que Diana fue una «víctima de su pobre juicio» puesto que perdió privilegio a nivel social a raíz de la entrevista. No obstante, de acuerdo con la ex corresponsal de la BBC Jennie Bond, Diana le manifestó a finales de 1996 no estar arrepentida de la entrevista. Al parecer, la princesa declaró: «De repente me pareció bien, particularmente con un divorcio en el horizonte. Pensé que eso significaría una cláusula de silencio. Y sentí que era entonces o nunca».

## Controversia

### Acusaciones

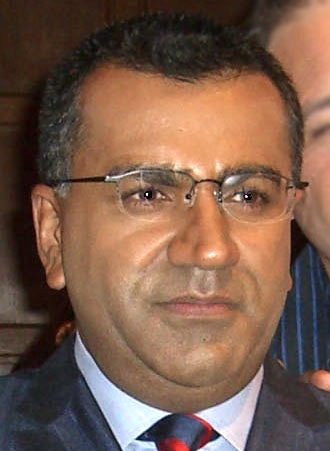
Martin Bashir en 2007.

En noviembre de 2020 surgió un interés renovado por la entrevista en su 25.º aniversario, con documentales sobre la misma retransmitidos en todos los canales no pertenecientes a la BBC: ITV («The Diana Interview, Revenge of a Princess»), Channel 4 («Diana: The Truth Behind The Interview»), y Channel 5 («Diana: The Interview That Shocked The World»).
Tras la emisión de estos documentales, Tim Davie, director general de la BBC, pidió disculpas a Charles Spencer, hermano de Diana, por la entrevista debido a las acusaciones de que Bashir había hecho uso de extractos bancarios ficticios para ganarse tanto su confianza como la de la princesa, utilizándolos como prueba de que gente de su entorno la estaba espiando y asegurar así la realización del documental:

Se entiende que Spencer le dijo a Davie que tenía registros de todas sus reuniones y conversaciones con Bashir. Estos muestran supuestamente que Bashir contó a Diana historias fantásticas para ganarse su confianza y que usó los extractos bancarios falsos para lograr su primer encuentro con ella.

Los extractos bancarios ficticios habían sido creados por Matt Wiessler, diseñador gráfico independiente de la BBC. No obstante, una investigación interna de la cadena concluyó que los documentos no habían sido empleados para asegurar la entrevista, exonerando a Bashir de cualquier mala práctica. La investigación, llevada a cabo tras la publicación en Mail on Sunday de un reportaje sobre los documentos falsificados, fue liderada por el barón Tony Hall, quien posteriormente se convertiría en director general de la BBC, siendo sucedido en el cargo por Davie en 2020. Hall reconoció no haberse entrevistado nunca con Wiessler con motivo de la investigación interna de 1996. La casa de Wiessler había sido objeto de un robo un mes después de la emisión del documental y los dos CDs que contenían los gráficos creados para Bashir se encontraban entre los objetos sustraídos. Wiessler afirmó en 2020 que el trabajo cesó para él tras la investigación de 1996 que exoneró a Bashir, declarando que había servido como chivo expiatorio. De manera similar, el productor de la BBC Mark Killick fue retirado de Panorama tras hacer públicas sus sospechas de la falsedad de los documentos.
El conde Spencer, quien tampoco fue interrogado en 1996, rechazó las disculpas y solicitó una investigación. Spencer informó a Davie de que poseía grabaciones de sus conversaciones con Bashir las cuales aparentemente probaban que el periodista engañó a Diana con información falsa para ganarse su confianza. De igual modo, el conde manifestó que Bashir había efectuado declaraciones falsas y difamatorias sobre miembros de la familia real y que, sin los documentos falsificados, nunca hubiese propiciado un encuentro entre su hermana y él. El 9 de noviembre Davie anunció que la BBC se hallaba en proceso de encargar una investigación independiente, declarando Michael Grade, expresidente de la cadena, que las alegaciones expuestas dejaban «una nube muy oscura suspendida sobre el periodismo de la BBC».
Al momento de producirse las acusaciones, Bashir se encontraba gravemente enfermo a causa de las secuelas de la COVID-19 y estaba convaleciente de un cuádruple bypass, alegando la BBC que la enfermedad del periodista dejaba mermada su capacidad para investigar la controversia hasta que se recuperase, si bien el Daily Mirror puso en duda dicha información mediante la publicación de una fotografía de Bashir tomada el 6 de noviembre con el titular «Martin Bashir visita un puesto de comida rápida después de que la BBC dijese que estaba "demasiado enfermo" para responder a las acusaciones de la princesa Diana».
El 13 de noviembre se informó que la BBC había descubierto una nota de la princesa de Gales en la que se demostraba que Bashir nunca la había presionado para llevar a cabo la entrevista. Jennie Bond escribió en The Sunday Times que Diana le había manifestado en una reunión privada a finales de 1996 no sentirse arrepentida del documental, reconociendo que temía la existencia de una cláusula de silencio en su inminente sentencia de divorcio, lo que implicaba que tal vez esa habría sido su única oportunidad de conceder una entrevista.

### Investigación
El 18 de noviembre la BBC anunció una investigación independiente liderada por John Dyson, antiguo juez de la Corte Suprema, acerca de cómo se obtuvo la entrevista. Al día siguiente, el príncipe Guillermo hizo público un comunicado apoyando la investigación, a la que definió como «paso en la dirección correcta», declarando que «debería ayudar a esclarecer la verdad detrás de las acciones que llevaron a la entrevista de Panorama y las subsecuentes decisiones tomadas por aquellos en la BBC en la época». También se informó que el príncipe Enrique estaba «al corriente» de la investigación y que recibía noticias sobre los avances de la misma.
El 4 de marzo de 2021, la Policía Metropolitana anunció que no iniciaría una investigación criminal sobre las acusaciones después de haber realizado una «evaluación detallada» así como una consulta a los abogados de la policía, al consejo independiente y a la Fiscalía de la Corona. Más tarde ese mismo mes, Bashir declaró a la BBC que no era responsable de las calumnias vertidas contra la familia real para convencer a la princesa de realizar la entrevista y que probablemente la propia Diana era la fuente de dichas calumnias. Entre las acusaciones se encontraban rumores de que el príncipe Eduardo estaba recibiento tratamiento contra el sida, que la reina sufría de problemas cardíacos y tenía intención de abdicar, y que el príncipe Carlos mantenía una aventura con la niñera de sus hijos Tiggy Legge-Bourke.
Bashir argumentó que el hecho de sacar a relucir dichas acusaciones frente a Diana habría provocado que el periodista quedase expuesto como un «completo fantasioso» además de mermar su oportunidad de realizar cualquier entrevista con ella. Bashir añadió que la princesa le había revelado que hablaba con místicos y clarividentes, lo que a su vez podría haber constituido el origen de la falsa información que recibió Diana. Poco después se acusó al periodista de haber proporcionado a la princesa un documento falsificado relativo a un aborto de Legge-Bourke, lo que habría hecho creer a Diana que la niñera se había quedado embarazada tras mantener un idilio con el príncipe de Gales.
Bashir abandonó la BBC en mayo de 2021 alegando problemas de salud. Más tarde ese mismo mes se informó que la investigación de Dyson había hallado culpable al periodista de haber engañado y violado la conducta editorial de la BBC para conseguir la entrevista:

El juez halló que Bashir llevó a cabo un sofisticado ardid y mintió a sus jefes sobre ello, y que la BBC, habiendo sido alertada de su conducta, la encubrió en su mayoría y trató de evadir el escrutinio sobre el tema.

En el informe se describe la investigación dirigida por Hall en 1996 como «lamentablemente ineficaz», siendo la cadena criticada por encubrir los hechos teniendo conocimiento de cómo Bashir había obtenido la entrevista. En un comunicado, Hall admitió haber cometido un error al otorgar a Bashir el «beneficio de la duda» durante la investigacióm inicial que los exoneró a la BBC y a él de malas prácticas. Tras la publicación del comunicado, Hall renunció a su puesto como presidente de la Junta Directiva de la National Gallery, afirmando que su presencia en ella constituiría una «distracción». Tim Suter, antiguo ejecutivo de la BBC quien había tomado parte en la investigación de 1996, renunció por su parte a su puesto en la junta de Ofcom.

### Reacciones
Los hijos de Diana presentaron sus respectivos comunicados tras el cierre de la investigación, con el príncipe Guillermo condenando las acciones de los líderes y empleados de la BBC y declarando que las mentiras contadas a su madre habían contribuido a que la princesa sintiese «miedo, paranoia y aislamiento». El príncipe argumentó que la entrevista había creado una «narrativa falsa» y que debido a su cuestionable legitimidad la misma no debería volver ser emitida nunca más. El príncipe Enrique culpó también a los medios de comunicación y a los periodistas, añadiendo que el «efecto dominó de una cultura de explotación y prácticas no éticas» fue la causa de que su madre muriese poco después. Por su parte, el conde Spencer estableció una conexión entre la entrevista y la subsecuente cadena de eventos que llevaron al deceso de su hermana dos años más tarde «sin ningún tipo de protección real».
Davie ofreció a mayores «un perdón completo e incondicional» mientras que la BBC redactó cartas de disculpa a los príncipes Carlos, Guillermo y Enrique así como al conde Spencer. Matt Wiessler recibió a su vez una disculpa de la cadena, la cual describió como «demasiado pequeña, demasiado tardía», acusando a la BBC de «darle la espalda» y añadiendo que ninguno de los responsables del encubrimiento se había disculpado personalmente. Davie se dirigió también al equipo de la BBC, declarando que necesitaban «aprender [...] y seguir mejorando». El ex director de BBC News James Harding pidió perdón y afirmó que la responsabilidad de haber contratado nuevamente a Bashir en 2016 le «acompañaba». Bashir ofreció disculpas mediante un comunicado, afirmando que el empleo de documentos falsificados fue «algo estúpido» y que era una acción de la que se arrepentía «profundamente», aunque sostuvo que los extractos bancarios «no tuvieron nada que ver en la elección personal de la princesa Diana de tomar parte en la entrevista». En declaraciones a The Sunday Times, Bashir manifestó que «todo lo que hicimos en términos de la entrevista fue como ella quiso» y que no había herido a Diana «de niguna forma», añadiendo que el intento del hermano de Diana por hacerlo responsable de las tragedias posteriores vividas por la princesa era algo «irracional e injusto». La nota escrita por Diana en diciembre de 1995 fue publicada como parte de la investigación; en ella, la princesa afirma que Bashir no le mostró ningún documento ni le dio ninguna información que ella no conociese de antemano. El informe concluyó que «debido a su engañoso comportamiento... el señor Bashir tuvo éxito en la preparación del encuentro que condujo a la entrevista. Pero es importante añadir que la princesa Diana probablemente habría estado de acuerdo en ser entrevistada». Andrew Morton declaró que no había duda de que Diana iba a decir lo que pensaba, pero que Bashir la había asustado «hasta la muerte» al hacerle creer que estaba siendo vigilada por el MI5 y que, en consecuencia, lo había escogido a él como entrevistador.
Pese al anuncio en marzo de 2020 de que una investigación criminal no sería apropiada, la Policía Metropolitana declaró en mayo que evaluaría la investigación de Dyson en busca de «cualquier nueva evidencia significativa». El conde Spencer escribió posteriormente a la directora de la Policía Metropolitana Cressida Dick solicitando una nueva valoración de las pruebas y circunstancias relativas a la entrevista. El Primer Ministro Boris Johnson, el ministro de Justicia Robert Buckland y el ministro de Cultura Oliver Dowden expresaron a su vez preocupación por la dirección de la BBC. Por su parte, Julian Knight, Presidente del Comité de Cultura, Medios de Comunicación y Deporte, informó que estaba redactando una carta dirigida a Davie con el fin de averiguar por qué Bashir había sido nuevamente contratado en 2016. A su vez, la ministra del Interior Priti Patel insinuó un posible proceso criminal además de «cambios en la institución, la estructura, la dirección y la resonsabilidad». En consecuencia, hubo acusaciones de que la respuesta de la derecha conservadora y de aquellos contrarios a la BBC era injustificada así como parte de una represalia política contra la cadena: el Gobierno conservador ya había sido previamente muy crítico con la cobertura mediática de la BBC (particularmente con el Brexit) además de haber planeado la despenalización de la falta de pago de la licencia de televisión que financia la cadena. Según The Observer:

La maldad de muchos en la derecha conservadora es demasiado obvia. La integridad editorial no es su principal preocupación. Lo que realmente quieren es incrementar su control sobre la BBC, dirigir su política y personal e influenciar sus reportajes. Los líderes conservadores y sus porristas comercialmente interesados de Fleet Street han proclamado, absurdamente, que el periodismo de la BBC está dirigido por una camarilla de izquierdas. No pueden soportar lo que perciben como anti-Brexit, posturas antipatrióticas. Ahora, en una enferma repetición del pasado, buscan usar a Diana y a sus hijos, junto con los hallazgos de Dyson, como bastón para derribar las puertas de la información honesta e independiente dañada por Bashir.

Respecto a la licencia de televisión, The New York Times publicó:

Las conclusiones, aunque no inesperadas, son un ojo morado para la BBC en un momento en el que ha estado bajo la presión del Gobierno conservador del Primer Ministro Boris Johnson por su cobertura mediática. El Gobierno ha amenazado con revisar la tarifa de la licencia obligatoria que financia la mayoría de las operaciones de la BBC, y se enfrenta a la competencia de un canal de noticias incipiente, GB News.

## Premios
Bashir y Robinson recibieron el BAFTA en la categoría de mejor programa de entrevistas en 1996 por el documental. Bashir recibió además el Factual or Science Based Programme of the Year por parte del Television and Radio Industries Club, el premio al periodista de TV del año por Broadcasting Press Guild, y el galardón al periodista del año por parte de la organización benéfica Royal Television Society.
En mayo de 2021, tras el cierre de la investigación que halló culpable a Bashir de haber conseguido la entrevista mediante engaños, la BBC decidió devolver todos los premios recibidos por el programa, incluyendo el BAFTA.